# Орськ-Первомайський (авіабаза)
Орськ-Первомайський (іноді Сокол) — авіабаза ВПС Росії, розташована на північний схід від Орська Оренбурзької області Росії. Станом на 2022 аеродром покинутий і використовується для автогонок.

## Історія
Історія аеродрому розпочалась у 1953 році, коли було прийнято рішення перевести до Орська Кіровобадське льотне училище імені Хользунова. Тоді ж почалося спорудження бетонної злітно-посадкової смуги замість існуючої ґрунтової та будівництво аеродромних споруд та гуртожитків.
З 1953 по 1998 роки на базі дислокувався 750-й навчальний авіаційний полк Оренбурзького вищого військового авіаційного училища льотчиків.
Профілем навчання були льотчики для літаків-торпедоносців Іл-28, а з 1982 навчання проходило на Ту-134.